# Aérodrome de Las Anod
L'aérodrome de Las Anod, code OACI : HCMP, en somali : Gegada Diyaaradaha Laascaanood, est l'aéroport de la ville de Las Anod, au Somaliland, un état séparatiste de la Somalie non-reconnu internationalement. Il comporte une piste de 1 800 mètres non-pavée et est gérée par la Somaliland Civil Aviation and Airports Authority.

## Situation
| Berbera Burao Hargeisa Borama Erigavo Las Anod Kalabaydh Ismail Mire |

## Articles liés
- Liste des aéroports du Somaliland
- Aéroport d'Hergeisa